# Trsztena
Árvanádasd (régen Trsztena, szlovákul Trstená, lengyelül Trzciana) város Szlovákiában, a Zsolnai kerület Turdossini járásában. Közigazgatásilag Usztye tartozik hozzá.

## Nevének eredete
A szlovák trstená nádas helyen épült települést jelent.

## Fekvése
Alsókubintól 30 km-re északkeletre, az Árvai-medence északi részén, az Oravica alsó folyásánál, a lengyel határ közelében fekszik. Áthalad rajta az 59-es főútvonal.

## Története
A városkát német bányászok alapították „Bingenstadt” néven 1371-ben. Már alapításakor mezővárosi, vadászati, halászati, vásártartási és pallosjoga volt. 1379-ben „Krisina” néven említik. Magyar nevén 1420-ban említik először „Nadasd” alakban. A mezővárosnak 1424-ben Zsigmond eltörölte vám és harmincad fizetési kötelezettségeit is. A várost választott bíró irányította. 1427-ben „Stadtsek”, 1437-ben „Nadasd”, 1520-ban „Trstena” néven említik. A város gyorsan fejlődött, a 16. század végén már itt volt a legtöbb ház az egész Árvamentén. 1609-ben II. Mátyás engedélyével évi négy országos vásárt tarthatott, ekkor „Thersztene aliter Stadtsek” alakban szerepel a korabeli forrásokban. 1620-ban 580 lakosa volt. A 17. században kifejlődött kézműipara is, jelentős kereskedelmi központ lett, versenyben Turdossinnal. Több céhe is alakult, így a szűcsöknek, fazekasoknak, ácsoknak és csizmadiáknak volt céhük. A legnagyobb céh a fazekasoké volt, akik híresek voltak különleges technológiájukról és alkalmazott díszítő elemeikről. Sóraktár is állt a településen. A 17. század kuruc háborúi sok kárt okoztak a városnak. 1715-ben 1185 lakost számláltak. 1778-ban már 1320 volt a lakosok száma, közülük hat nemesi család volt.
A 18. század végén Vályi András így ír róla: „TRSZTENNA. Tót Mezőváros Árva Várm. az Árvai Uradalomhoz tartozik, lakosai katolikusok, fekszik Tvardosinhoz egy órányira, Haluskova hegynek szomszédságában; a’ Sz. Ferentz’ Szerzetebéli Atyáknak Klastromjok is van itten, a’ kik mintegy 1775-dikben hozattak ide; hajdani lakosai gazdagabbak vóltak, míg a’ Lengyelekkel kereskedtek, ’s a’ tűz által is sanyargattatott. Ispotállya is van; határja 3 nyomásbéli, ’s Oravicza, és Csierna Orava folyók által nedvesíttetik; jól termő a’ földgye. Lakosai szorgalmatosak mind a’ gazdáskodásban, mind pedig a’ kereskedésben.”
1828-ban 505 házában 2776 lakos élt. Lakói főként mezőgazdasággal és kézművességgel foglalkoztak.
Fényes Elek 1851-ben kiadott geográfiai szótárában így ír a városról: „Trsztenna, tóth mv., Árva vmegyében, 2706 kath., 70 zsidó lak., kath. paroch. templom. Sz. ferenci klastrom. Határában szép árpát, zabot termesztenek. Sessiója: 220. Legelője, rétje bőven lévén a marha- és juhtenyésztés divatban van. Vászonja igen finom és kapós. Normalis oskola. Tart heti- és híres 4 országos vásárokat, mellyek kivált a lovakra és marhákra nézve nevezetesek, s a lengyelektől nagyon látogattatnak. F. u. az árvai uradalom. Ut. p. Rosenberg.”
Gimnáziumának alapkövét 1868-ban rakták le. 1877-ben Trsztena járási székhely lett 2400 lakossal, gimnáziummal, híres vásárokkal. A trianoni diktátumig Árva vármegye Trsztenai járásának székhelye volt.
1945 után több üzem is alakult a településen. A város a Trsztenai járás székhelye volt egészen 1960-ig, annak megszűnéséig. Ma a városban három alapiskola, művészeti iskola, gimnázium működik.

## Népessége
| Év:            | 1994. | 2004.   | 2014.   | 2024.   |
| -------------- | ----- | ------- | ------- | ------- |
| Emberek száma: | 7002  | 7579    | 7429    | 6953    |
| Eltérés:       |       | +8,24 % | -1,97 % | -6,40 % |

| Év:            | 2023. | 2024.   |
| -------------- | ----- | ------- |
| Emberek száma: | 6978  | 6953    |
| Eltérés:       |       | -0,35 % |

1910-ben 2314-en lakták, ebből 1873 fő szlovák, 272 magyar és 123 német anyanyelvű.
2011-ben 7482 lakosából 7140 fő szlovák volt.

## Nevezetességei

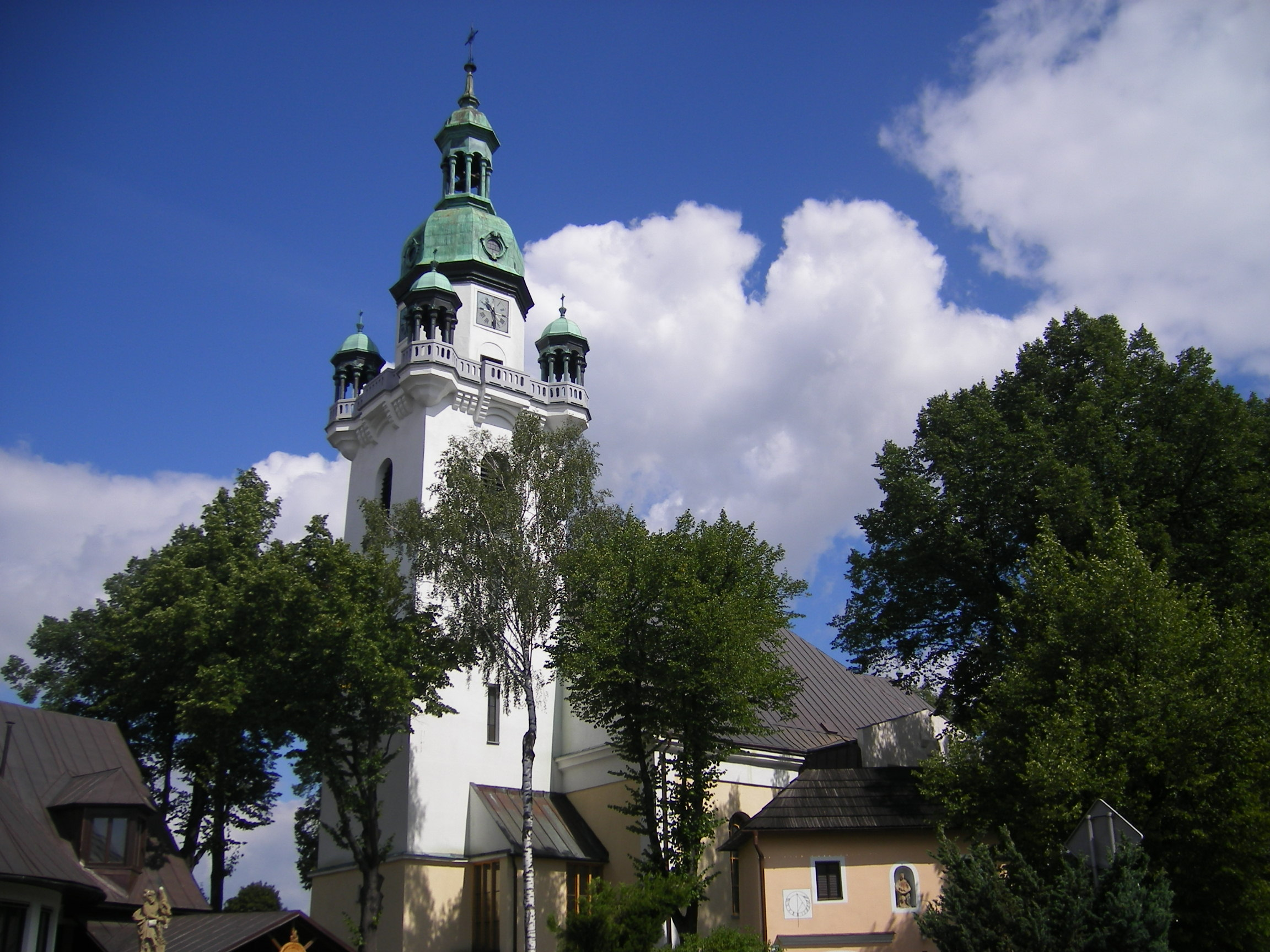
A Szent Márton-templom

- Szent Mártonnak szentelt római katolikus temploma 1371-ben épült, később gótikus, majd 1641-ben reneszánsz, végül 1747-ben barokk stílusban építették át. Kegyképe a czestochowai kegykép hasonmása volt, 1683-ban a lengyelek elvitték és ma a vilniusi püspöki kápolna oltárán áll. A templomot védőfal övezi, díszes kapuja van, 1731-óta búcsújáróhely.
- A főtéren áll a 18. században épült barokk Szent György templom és ferences kolostor (1780).
- Ezeken kívül még két kápolnája van. Az egykori temetőnél álló 1775-ben, a másik 1822-ben épült.
- A plébánia épülete 1743-ban készült, 1778-ban megújították.
- A fazekasok kemencéje 19. századi.
- A bank épülete 1903-ban készült el.
- A zsinagóga 1839-ben épült reneszánsz kapuzattal.
- Innen 6 km-re határátkelőhely van Lengyelország felé.
- A 35,2 km²-es Árvai-tó.

## Neves személyek
- Itt született Martin Hattala (1821–1903) nyelvész, prágai egyetemi tanár. A gimnázium az ő nevét viseli.
- Itt született Blažej Bulla (1852-1919) szlovák építész, drámaíró és zeneszerző.
- Itt született Kniezsa István (1898–1965) nyelvtörténész, szlavista, a magyar névtani kutatások megújítója, az MTA tagja.
- Itt született Vér Tibor (1899-1957) gépészmérnök, műegyetemi tanár, a Mérnöki Kamara elnöke (1942-1944).
- Itt született Politzer György (1903–1942), a franciává lett filozófus.
- Itt született Berczeller Rudolf Rezső (1912-1992) szobrász.
- Itt szolgált Andreae János evangélikus pap.
- Itt tanított Dvihally Emil (1847-1887) főgimnáziumi tanár.
- Itt tanított Demkó Kálmán (1852-1918) gimnáziumi igazgató, történetíró.
- Itt tanított Horváth István (1885-1941) magyar tanár, történész, Hont vármegye jelentős régészeti kutatója.
- Itt tanult Alojz Habovštiak szlovák régész.
- Innen is származtak felmenői Bächer Iván magyar író, újságíró, publicista, tanárnak.